# Dividendo (algebra)
Il dividendo (dal latino dividendum: "ciò che va diviso") è il nome dato in algebra a uno dei due operandi della divisione: più precisamente il dividendo è l'operando da dividere, generalmente notato davanti al segno di divisione; l'operando per cui si divide è invece detto divisore.
dividendo : divisore
Il dividendo è uguale perciò alla somma della moltiplicazione di divisore e quoziente con l'eventuale resto della divisione.
dividendo = divisore × quoziente + resto
se il resto è 0, molto spesso il quoziente viene chiamato quoto (specie nelle scuole elementari) quindi
dividendo = divisore × quoto
In una frazione, al dividendo si dà il nome di numeratore e al divisore di denominatore